# صفوان (العدين)

تعديل مصدري - تعديل

صفوان محلة تابعة لقرية الجبل، التابعة لعزلة بني عبد  الله بمديرية العدين إحدى مديريات محافظة إب في الجمهورية اليمنية، بلغ تعداد سكانها 31 حسب تعداد اليمن لعام 2004.